# Hobart International 2017
L'Hobart International 2017 è stato un torneo di tennis giocato sul cemento. È stata la 24ª edizione del torneo che fa parte della categoria International nell'ambito del WTA Tour 2017. Si è giocato al Hobart International Tennis Centre di Hobart, in Australia, dal 9 al 15 gennaio 2017.

## Partecipanti

### Teste di serie
| Nazionalità | Giocatrice           | Ranking* | Testa di serie |
| ----------- | -------------------- | -------- | -------------- |
| Paesi Bassi | Kiki Bertens         | 22       | 1              |
| Lettonia    | Anastasija Sevastova | 34       | 2              |
| Romania     | Monica Niculescu     | 38       | 3              |
| Stati Uniti | Alison Riske         | 39       | 4              |
| Giappone    | Misaki Doi           | 40       | 5              |
| Francia     | Alizé Cornet         | 41       | 6              |
| Francia     | Kristina Mladenovic  | 42       | 7              |
| Croazia     | Ana Konjuh           | 47       | 8              |
| Giappone    | Naomi Ōsaka          | 48       | 9              |
| Italia      | Sara Errani          | 49       | 10             |
| Svezia      | Johanna Larsson      | 50       | 11             |

* Ranking al 2 gennaio 2017.

### Altre partecipanti
Le seguenti giocatrici hanno ricevuto una Wild card per il tabellone principale:
- Lizette Cabrera
- Jaimee Fourlis
- Francesca Schiavone

La seguente giocatrice è entrata in tabellone con il ranking protetto:
- Galina Voskoboeva

Le seguenti giocatrici sono passate dalle qualificazioni:

- Jana Fett
- Elise Mertens
- Risa Ozaki
- Teliana Pereira

Le seguenti giocatrici sono entrata in tabellone come lucky loser:
- Cindy Burger
- Verónica Cepede Royg
- Nicole Gibbs
- Kurumi Nara
- Mandy Minella
- Sílvia Soler Espinosa
- Sachia Vickery

## Punti e montepremi
| Torneo              | Torneo              | V      | F      | SF     | QF    | 2T    | 1T    | Q  | Q3    | Q2  | Q1  |
| Singolare femminile | Punti               | 280    | 180    | 110    | 60    | 30    | 1     | 18 | 14    | 10  | 1   |
| Singolare femminile | Premi in denaro ($) | 43.000 | 21.400 | 11.300 | 5.900 | 3.310 | 1.925 | –  | 1.005 | 730 | 530 |
| Doppio femminile    | Punti               | 280    | 180    | 110    | 80    | -     | 1     | –  | –     | –   | –   |
| Doppio femminile    | Premi in denaro ($) | 12.300 | 6.400  | 3.435  | 1.820 | -     | 960   | –  | –     | –   | –   |

## Campionesse

### Singolare
Elise Mertens ha sconfitto in finale  Monica Niculescu con il punteggio di 6-3, 6-1.
- È il primo titolo in carriera per Mertens.

### Doppio
Ioana Raluca Olaru /  Ol'ga Savčuk hanno sconfitto  Gabriela Dabrowski /  Yang Zhaoxuan con il punteggio di 0-6, 6-4, [10-5].